# Tehachapi
Tehachapi város az USA Kalifornia államában, Kern megyében. Lakosainak száma 12 939 fő (2020. április 1.).

## Népesség
A település népességének változása:

| 2010 | 14 414 |
| 2020 | 12 939 |